# ملكة جمال الولايات المتحدة الأمريكية 1960
ملكة جمال الولايات المتحدة الأمريكية 1960 (بالإنجليزية: Miss USA 1960)‏ هي النسخة التاسعة من مسابقة ملكة جمال الولايات المتحدة الأمريكية منذ انطلاقتها عام 1952، عقدت المسابقة في 7 يوليو 1960 في قاعة ميامي بيتش ، ميامي بيتش ، فلوريدا . وفازت ليندا بيمنت ملكة جمال الولايات المتحدة الأمريكية التي أصبحت فيما بعد ملكة جمال الكون عام 1960. وتوجت بملكة جمال الولايات المتحدة الأمريكية 1959 ، تيري هانتينغدون من كاليفورنيا. أصبحت ولاية يوتا أول ولاية لديها حاملان لقبان ، بعد أن تم تسمية شارلوت شيفيلد ملكة جمال الولايات المتحدة الأمريكية عام 1957 بعد استبعاد ماري ليونا كيج.

## النتائج

### المراكز النهائية
| النتائج النهائية                          | المتنافسة |
| ----------------------------------------- | --- |
| ملكة جمال الولايات المتحدة الأمريكية 1960 | - يوتا - ليندا بيمنت |
| الوصيفة الأولى                            | - نيويورك - ماري روديت |
| الوصيفة الثانية                           | - ألاباما - مارجريت جو جوردون |
| الوصيفة الثالثة                           | - كارولاينا الشمالية - لينديا آن تارلتون |
| الوصيفة الرابعة                           | - فلوريدا - نانسي ويكفيلد |
| أفضل 15                                   | - كاليفورنيا - تيري جانسن - كونيتيكت - جويس تراوتويج - أيوا - ترودي شولكين - لويزيانا - جودي فليتشر - ماساتشوستس - باربرا فيلدمان - ميشيغان - جوديث ريتشاردز - ميزوري - مارلين جان ستالكوب - نيو جيرسي - ساندي تشودي - أوهايو - كورين هوف - فرجينيا الغربية - غارنيت بوج |

## المتسابقات
شاركت متسابقات الولايات في مسابقة ملكة جمال الولايات المتحدة الأمريكية 1960:
| - ألاباما - مارجريت جوردون - ألاسكا - إيفلين بلي - أريزونا - فيرجينيا كروك - أركنساس - جين تشامبرز - كاليفورنيا - تيري جانسن - كولورادو - كارين إيكرمان - كونيتيكت - جويس تراوتويج - ديلاوير - روز آن ريد - مقاطعة كولومبيا - دوريس لي جونز - فلوريدا - نانسي واكفيلد - جورجيا - سيسيليا ابتون - هاواي - جورديان لي (انسحبت من المنافسة). - أيداهو - مارجي ديفيس - إلينوي - باتريشيا طومسون - إنديانا - جون كوكران - آيوا - ترودي شولكين - كانساس - بيجي باترسون - كنتاكي - باربرا جوان لوفينز - لويزيانا - جودي فليتشر - مين - تيري سوزان تريب - ماريلاند - جيري فيوريلي - ماساتشوستس - باربرا فيلدمان - ميشيغان - جوديث ريتشاردز | - ميزوري - مارلين جان ستالكوب - مونتانا - جوان لين - نيوهامبشير - جوان جويس تشيسلينج - نيو جيرسي - ساندي تشودي - نيومكسيكو - كاي سميث - نيويورك - ماري روديت - كارولاينا الشمالية - لينديا آن تارلتون - داكوتا الشمالية - توييلا فليكتون - أوهايو - كورين هوف - أوكلاهوما - سوزانا مور - بنسيلفانيا - بيتسي ريفز - رود آيلاند - لوريلي سو وايت - كارولاينا الجنوبية - مارغريت طومسون - داكوتا الجنوبية - باتريشيا كليث - تينيسي - كريستين ماك سوين - تكساس - بات كلاود - يوتا - ليندا بيمنت - فيرمونت - كارول ماري ديماس - فرجينيا - إليزابيث بيتي نورين فولفورد - فيرجينيا الغربية - غارنيت بوغ - ويسكونسن - شارين شاليك - وايومنغ - أنيتا سيمون |

## روابط خارجية
- موقع ملكة جمال الولايات المتحدة الأمريكية الرسمي